# Waiting (album)
Pour les articles homonymes, voir Waiting.
Albums de The Devlins
Drift
(1993) Consent
(2002)
Second album du groupe The Devlins, il s'y dégage une certaine maturité, ainsi qu'une continuité. Avec une production toujours soignée et des mélodies bien menées, cet album sera promu dans le film Closer avec le titre World Oustide. De même, Waiting apparaît en 2002, dans la série télévisée Six Feet Under.

## Liste des titres
1. World Outside
2. Heaven's Wall
3. Waiting
4. Years Could Go By
5. Where Are You Tonight?
6. Disappear
7. Surrender
8. Reckless
9. Big Decision
10. Kill With Me Tonight